# Korolevo
Korolevo (en rus: Королево) és un poble del krai de Perm, a Rússia, que el 2010 tenia 5 habitants.